# Primula palinuri
Primula palinuri är en viveväxtart som beskrevs av Vincenzo Petagna. Primula palinuri ingår i släktet vivor, och familjen viveväxter. Inga underarter finns listade i Catalogue of Life.

## Bilder

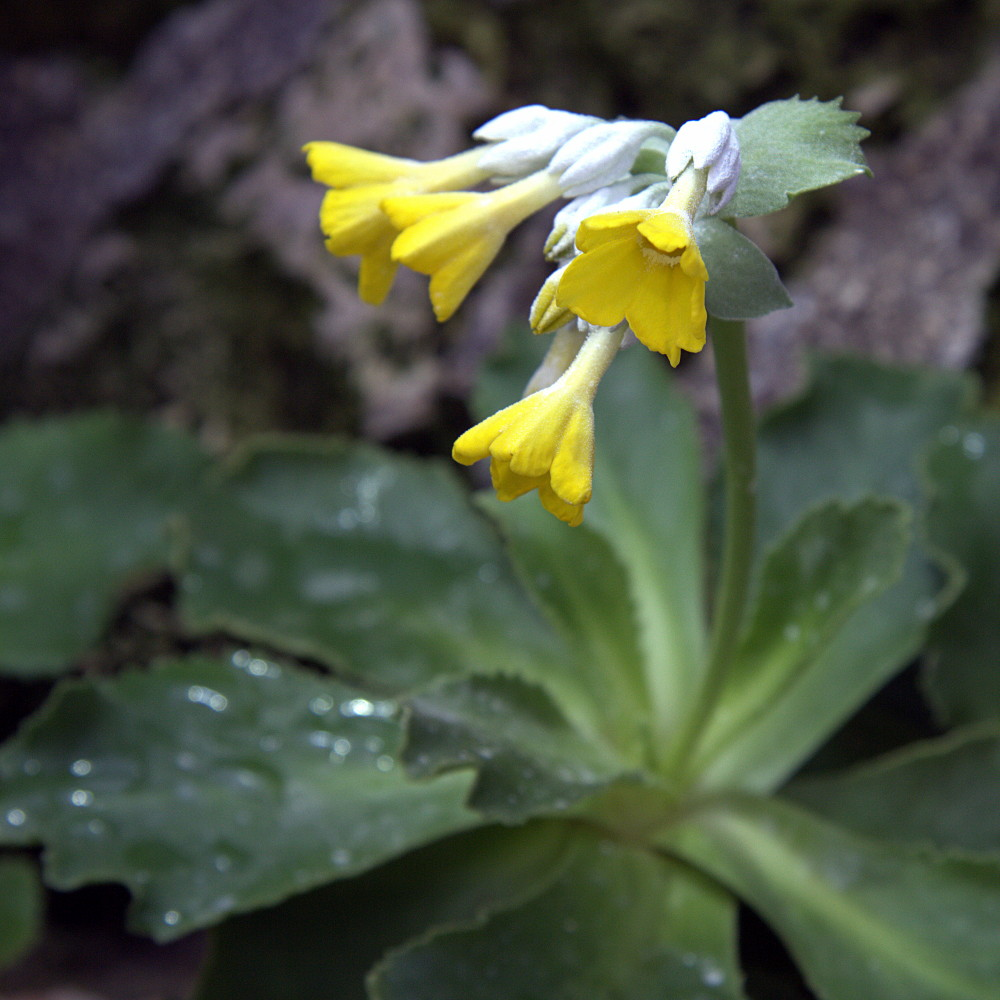
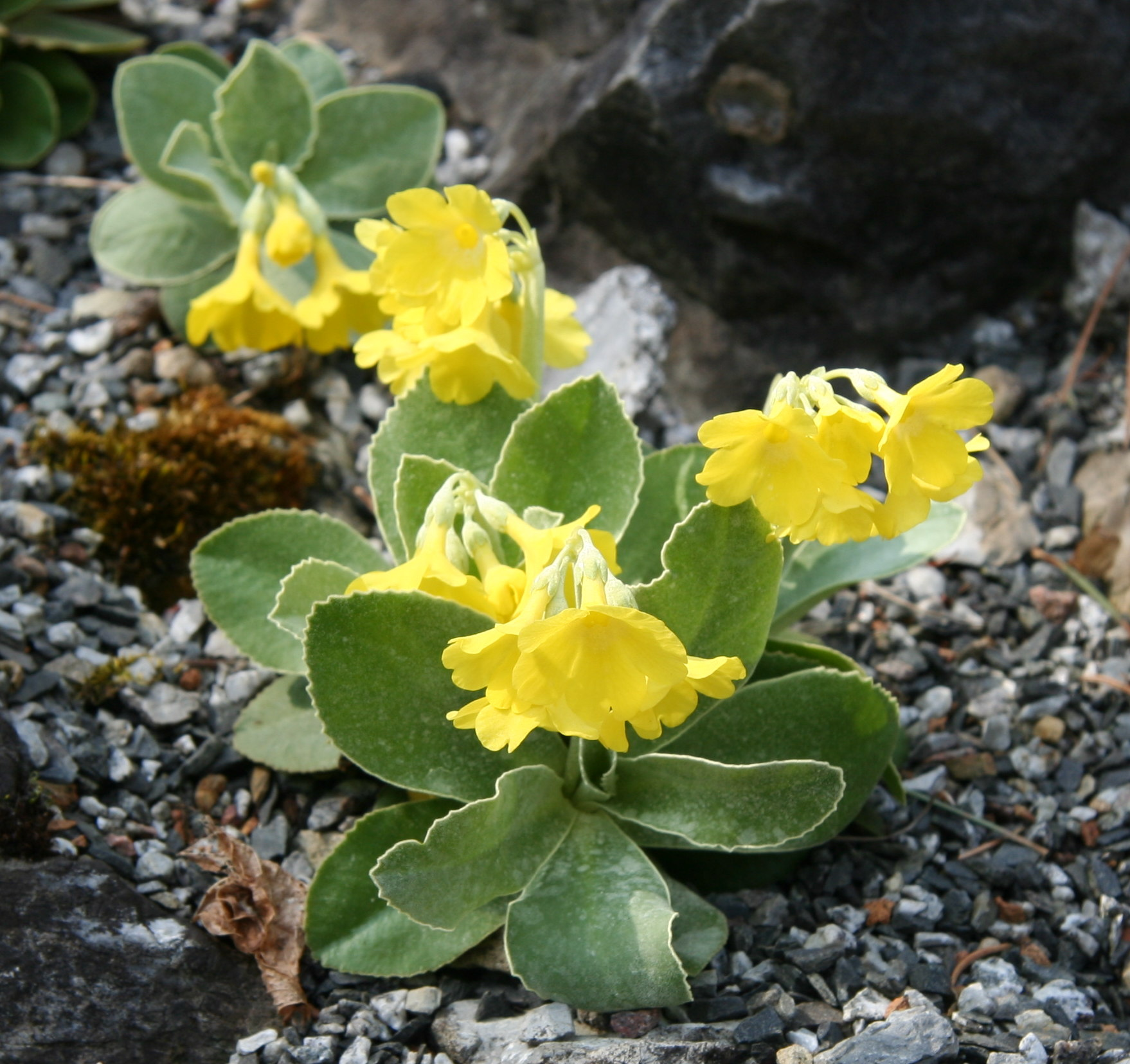
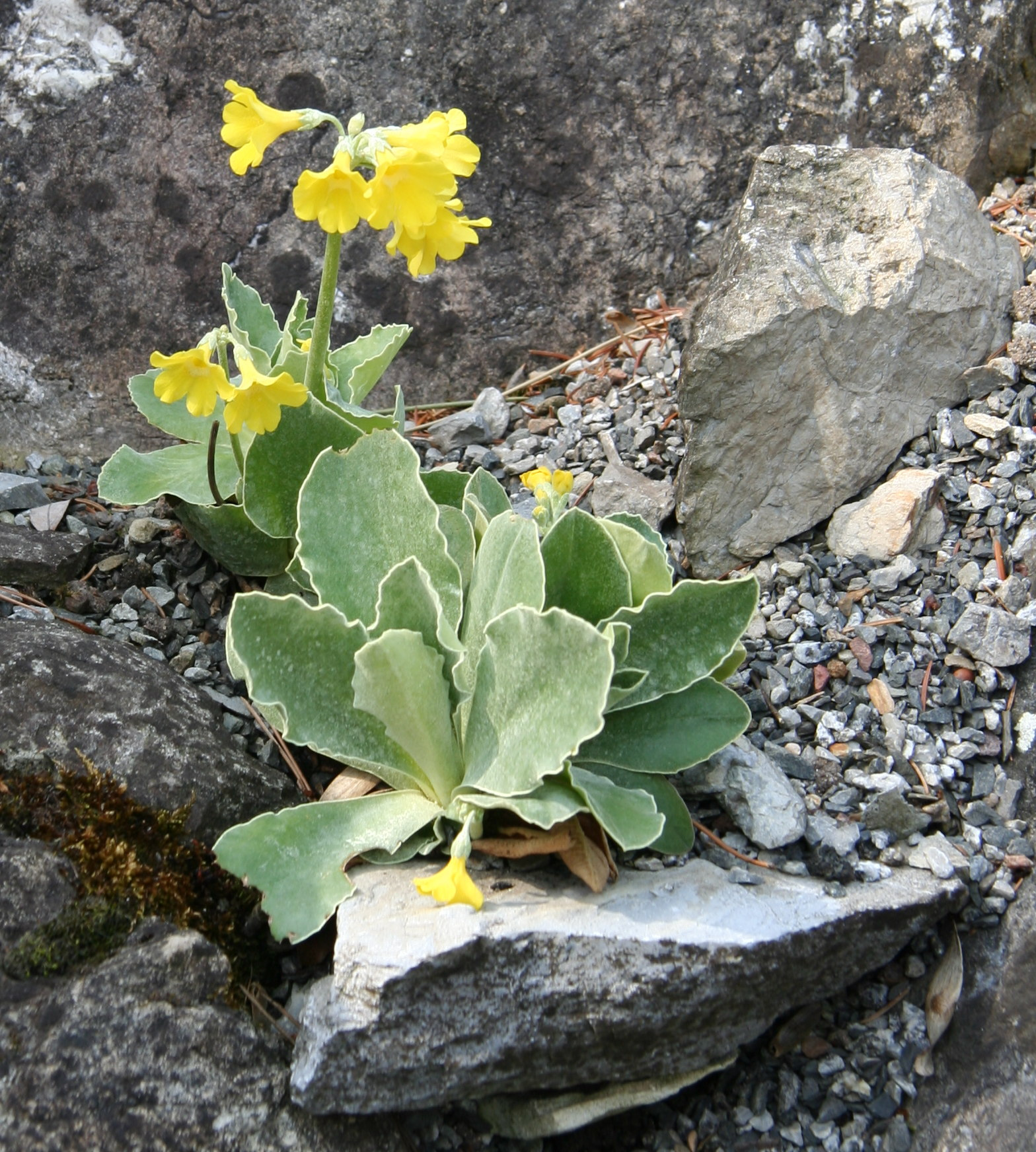
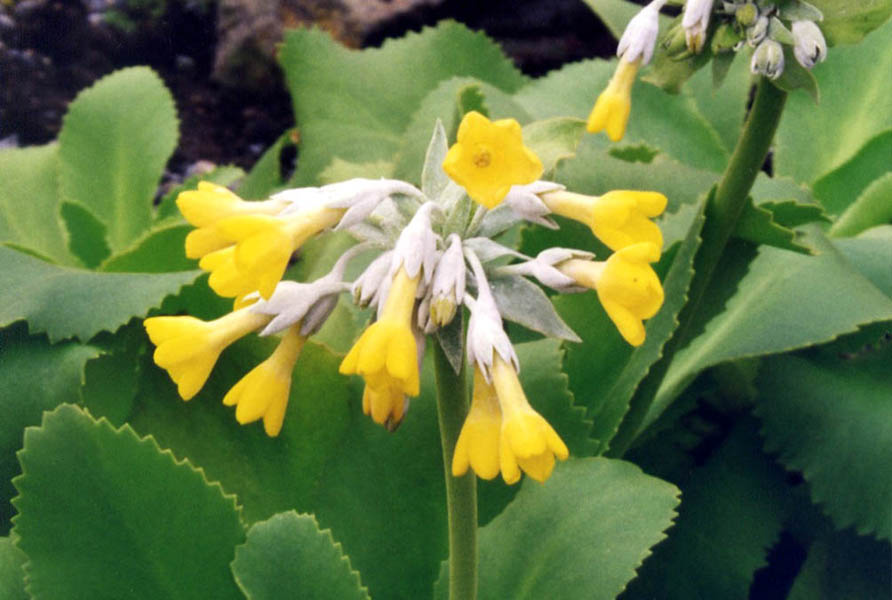
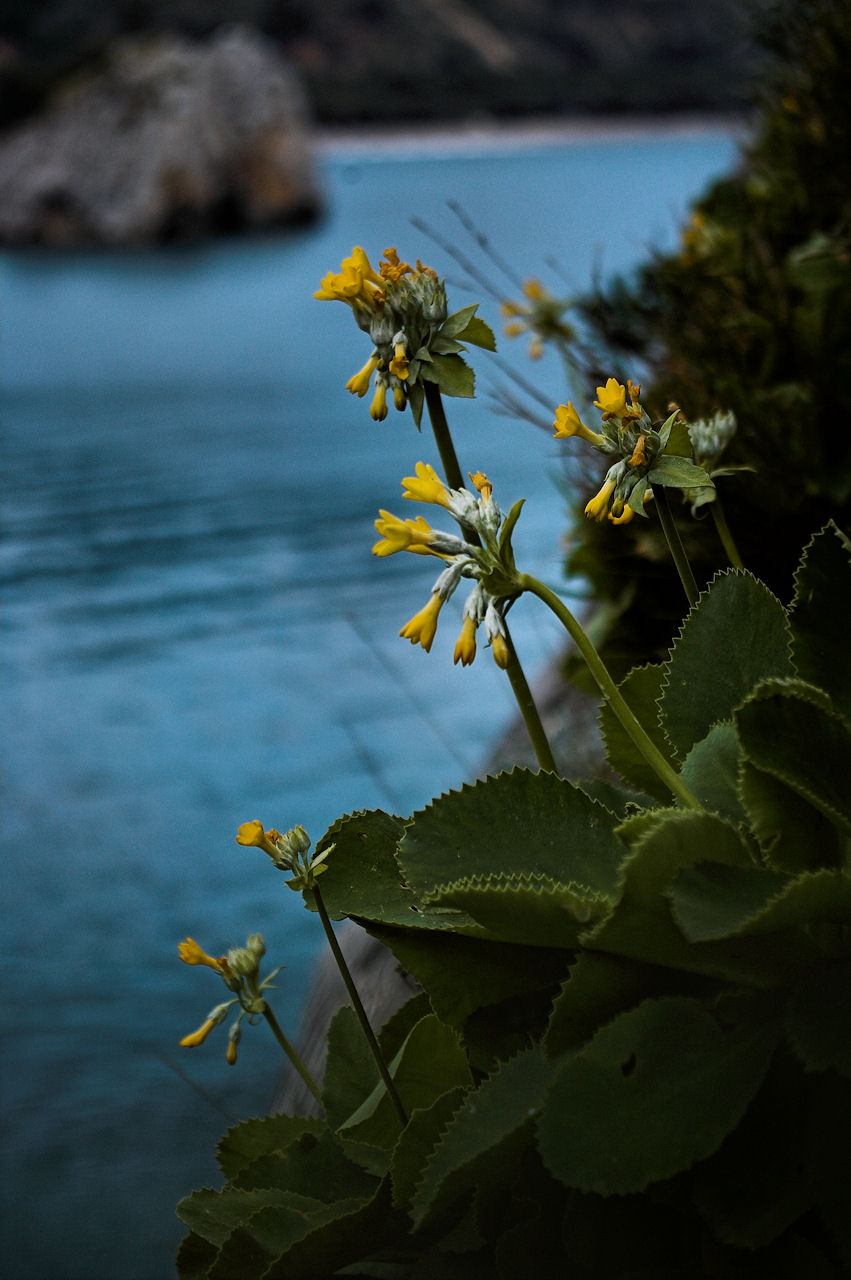